# Zgodovina društev na Slovenskem
O obstoju družb, društev in združenj na Slovenskem pričajo že dokumentarni zapisi iz 14. stoletja, ki omenjajo delovanje cerkvenih bratovščin, ki so nastale v zvezi z opravljanem verskih obredov. Kasneje so se razvile cehovske organizacije kot posebna združenja rokodelcev v mestih in trgih.
Najstarejša društva, združbe in združenja so obstajala brez državnih zakonskih predpisov. Delovala so na osnovi društvenih norm, ki so bile zbrane v društvenih redih – društvenih pravilih. Bratovščinski in cehovski redi so najstarejša pravila, ki so urejala pravni položaj društva, položaj članstva in delovanje njihove organizacije. Izpolnjevanje določil cehovskega reda so strogo nadzorovali člani cehovske organizacije. Vlogo državne oblasti pri nastajanju društev so čutili šele tedaj, ko so društva pridobila določen vpliv v družbi in so postala sumljiva absolutističnemu vladarju. Vladar je hotel nadzor nad njihovim delovanjem, zato je uveljavil pravico do potrjevanja društvenih pravil. Do 1848 so še znani primeri, da je vladar zavrnil potrditev društvenih pravil.
Z revolucionarnim letom 1848 je prišlo do sprememb pri ustanavljanju društev. Ustavni zakoni so vsebovali člene, ki so urejali pravice do združevanja in odpravo cenzure. S tem je bilo več možnosti za ustanavljanje društev. Patent 17.3.1849 je urejal izvajanje pravice svobodnega združevanja in zborovanja. Še zmeraj so ločevali politična in nepolitična društva. Politična so morala imeti dovoljenje za ustanovitev, nepolitična pa so morala le predložiti političnim oblastem društvena pravila 14 dni pred začetkom delovanja. Nastala so politična, narodna in narodnoobrambna, izobraževalna, kulturno-prosvetna, umetniška, znanstvena, delavska, humanitarna in podporna društva, telovadne organizacije in športna društva ter druga družabna društva.
Z uvedbo absolutizma 1851 in s patentom o društvih so delovanje le-teh zelo omejili. Društva so morala odslej imeti dovoljenje vladarja oziroma notranjega ministra. Po padcu absolutizma in objavi februarskega patenta 1861 je prišlo do delne sprostitve in olajšav pri ustanavljanju društev. V novonastali jugoslovanski državi je bilo ustanavljanje društev sprva povsem prosto. Odloka Poverjeništva za notranje zadeve (novembra 1918) sta odpravila avstrijsko društveno zakonodajo. Za ustanovitev društva je zadostovala le prijava o ustanovitvi in predložitev društvenih pravil pristojnemu okrajnemu glavarstvu. Prepovedana so bila le društva, ki so nasprotovala načelom nravnosti. 
Leta 1919 so z odlokom ministrskega sveta ponovno uvedli omejitev ustanavljanja društev. Poostril se je nadzor nad njihovim delovanjem, posebno še nad društvenimi prireditvami; nanje so politične oblasti pošiljale svoje zastopnike, ki so imeli pooblastila za njihov razpust. 
Z ustanovitvijo Kraljevine SHS so se morala vsa društva, delujoča na slovenskem ozemlju v okviru jugoslovanske države, registrirati pri Deželni vladi za Slovenijo v Ljubljani. V društveni statistiki je bilo leta 1922 zabeleženih 3317 društev; njihovo število se je povečalo kljub prepovedi delovanja levičarskih in komunističnih društev.
Ob uvedbi šestojanuarske diktature 1929 so prepovedali vse politične stranke, za obstoj in delovanje društva pa je bilo potrebno posebno dovoljenje velikega župana, ki je kot predstavnik politične oblasti presojal o tem, ali je društvo politično ali ne. Razpustili so številna društva. 
Zakon o društvih, shodih in posvetih iz 1931 je dal novo osnovo za obnavljanje društev. Še zmeraj pa so prepovedali ustanavljati društva, ki naj bi po imenu in namenu nasprotovala državni in družbeni ureditvi in javni morali, ter telesno vzgojna društva, osnovana na »plemenski« (tj. narodnostni) in pokrajinski podlagi. Delovanje je bilo omejeno in nadzorovano. 
Po objavi novega zakona o društvih je bilo leta 1932 v Dravski banovini registriranih 5626, 1938 že 8211, ob okupaciji 1941 pa 11701 društev.
Številčno rast dobrodelnih in podpornih društev je lahko razložiti s tem, da so politične stranke z njimi utrjevale svoj politični vpliv pri preprostem in revnem prebivalstvu. Dobrodelna in podporna društva so posvečala skrb varstvu sirot, mladine, dijakov, študentov, deklet, služkinj z dajanjem podpor, ustanavljanjem ustanov in zavodov za uboge in sirote, z ustanavljanjem kuhinj, zavetišč, počitniških domov in hiralnic. 
Najštevilčnejši in najbolj dejavni dobrodelni in humanitarni organizaciji sta bili Rdeči križ Dravske banovine s podružnicami po vseh krajih in z organizacijami podmladka po šolah ter Slovenska gasilska zveza s prostovoljnimi gasilskimi društvi in gasilskimi četami po vsej Sloveniji. 
Po 1. svetovni vojni so slovenska društva v Italiji in Avstriji nadaljevala delo, vendar je bila njihova dejavnost zaradi političnega razvoja ter italijanskih in nemških nacionalističnih pritiskov vedno bolj otežena. 
V Italiji so bila slovenska društva tarča fašističnega nasilja že spomladi 1921. 1924-1926 so bila mnoga razpuščena in do 1928 so bila ukinjena še zadnja. Na Koroškem so slovenska kulturno-prosvetna, gospodarska in politična društva delovala po plebiscitu 1920 v čedalje hujših razmerah, ki so se po uvedbi stanovskega sistema 1934 in po anšlusu 1938 še zaostrila; po napadu na Jugoslavijo 1941 so bila ukinjena še preostala, njihovo premoženje pa zaplenjeno. 
Slovenski izseljenci so začeli v tujini ustanavljati kulturno-prosvetna in podporna društva že v 19. stoletju, največ jih je nastalo v ZDA, kamor je bilo gospodarsko izseljevanje Slovencev največje. Kulturna društva so imeli tudi Slovenci, živeči v Beogradu in Zagrebu. 
Okupacija 1941 je mejnik za večino obstoječih slovenskih društev. Nemški okupator je razpustil vsa slovenska društva; na Štajerskem so izdali odredbo o razpustu že 16.4.1941. V Ljubljanski pokrajini je najprej prišlo do razpusta slovenskih političnih društev in tistih z nacionalnim programom, pod sekvester so prišla gospodarska pridobitna društva, vsa druga pa so morala prirediti delovanje italijanski zakonodaji. Velika večina društev je prenehala delovati, zlasti še, ko je OF razglasila kulturni molk; številna niso bila niti uradno razpuščena. 
Italijanski in nemški okupatorji so ustanavljali svoja društva in vanje poskušali pritegniti slovensko prebivalstvo; ustanavljali so mladinska, študentska, ženska fašistična in nacistična ter druga militaristično usmerjana društva, zlasti v večjih krajih in na šolah ter na območjih, kjer je bilo priseljenih več italijanskih in nemških državljanov. 
Društva v času NOB niso razvijala primarne društvene dejavnosti, temveč so se zlila v frontno gibanje NOB. Leto 1944 je bilo za razvoj društev in njihovo dejavnost v času NOB najbolj uspešno. Maja je bila 1. novinarska konferenca pri Metliki, oktobra ustanovni občni zbor Slovenskega časnikarskega društva v Črnomlju. V Gradu (Metlika) so junija 1944 ustanovili RKS zato, da bi lahko organizirali pomoč prebivalstvu, otrokom padlih borcev in žrtvam fašističnega terorja. 
V sedanjem času je v Sloveniji ustanovljenih ogromno društev, vsako leto pa se jim pridružijo nova, s pomočjo katerih se razvija društveno, bogato, življenje na slovenskem.

## Kronologija
1688:
- V Ljubljani ustanovljena Dizmova bratovščina (Societas unitorum). Njena pravila so določala, da sme imeti naenkrat le 26 članov. Sestavljali so jo plemiči, izobraženci in ljubitelji umetnosti.

1693:
- V Ljubljani ustanovljena Academia operosorum, prvo znanstveno in umetnostno društvo na Slovenskem.

1701:
- Ustanovljena Academia philharmonicorum kot društvo ljubiteljev glasbe

1702:
- Ustanovljena Academia incultorum kot društvo risarjev, ki pa ni razvila svojega delovanja.

1764, 1765, 1767:
- Ustanavljaljanje kmetijskih združb: 1764 v Celovcu in Gradcu, 1765 v Gorici, 1767 v Ljubljani, kjer se je imenovala Društvo za poljedelstvo in koristne umetnosti.

1779:
- Poskus ustanovitve Društva za slovensko slovnico,

1794:
- Ustanovljena meščanska Filharmonična družba v Ljubljani, ki je združevala slovensko in nemško meščanstvo.

Konec 18. stoletja so ustanovili bratovske skladnice, organizacije za pomoč ostarelim in bolnim rudarjem.
1814:
- Obnovljeno delovanje Kranjske kmetijske družbe v Ljubljani,

1820:
- Najstarejša odločba o vladarjevi potrditvi društvenih pravil na Slovenskem, ko je cesar Franc I. potrdil pravila obnovljene – Kranjske kmetijske družbe v Ljubljani.
- Ustanovljena Kranjska hranilnica v Ljubljani

1822:
- Ustanovljena delniška Zavarovalnica proti ognju v Trstu

1830:
- Ustanovljeni dve nemški družabni društvi, in sicer 1830 Kazinsko društvo, 1831 pa društvo ostrostrelcev. Kazinska društva so bila kasneje ustanovljena še v Novem mestu, Postojni, Idriji in Škofji Loki.

1839:
- Že leta 1821 so se začele v Ljubljani priprave za ustanovitev muzejskega društva, ki je bilo ustanovljeno 1839.

1843:
- Leta 1843 so bila ustanovljena še Zgodovinsko društvo za Kranjsko, Zgodovinsko društvo za Štajersko in Zgodovinsko društvo za Koroško. Ta društva so sestavljali ljubitelji in podporniki raziskovanja zgodovine posameznih dežel iz vrst plemičev, uradnikov, trgovcev in izobražencev nemškega in slovenskega rodu.

1848:
- Prvo slovensko politično društvo so ustanovili na Dunaju 1848 tam živeči slovenski izobraženci in ga imenovali Slovenija. V njegovem okviru so oblikovali slovenski narodni program, program Zedinjene Slovenije in enakopravnosti slovenskega jezika. Program dunajske Slovenije se je uveljavil tudi v programskih zahtevah drugih slovenskih političnih društev. Poleg dunajske Slovenije so 1848 ustanovili še politična društva v vseh deželnih glavnih mestih: Slovenijo v Gradcu, Slovensko društvo v Ljubljani, Slavjanski zbor v Trstu, Slovensko društvo v Celovcu, Slavjansko bralno društvo v Gorici ter v Celju Celjsko družbo za gojitev sporazumevanja med Nemci in Slovenci. Delovanje prvih slovenskih političnih društev je bilo zelo pomembno za oblikovanje slovenskega narodnega programa, ki so ga prevzemala in posnemala tudi kasnejša slovenska politična društva.

Športna društva so bila organizirana po športnih panogah. V Dravski banovini je bilo zastopanih 21 športnih panog: strelstvo, kolesarstvo, drsanje, sankanje, jahanje, veslanje, letalstvo idr. 
1923:
- Letalstvo se je na Slovenskem začelo razvijati 1923 po ustanovitvi kluba Naša krila. Klub je imel motorno in jadralno sekcijo.

1920, 1925:
- Skavtska (od 1920) in gozdovniška organizacija (od 1925) sta bili namenjeni razvijanju spretnosti za življenje v naravi, krepitvi nravnih vrlin in zlasti združevanju mladine.